# 苏菲安·费古利
蘇菲亞尼·費侯利（阿拉伯语：سفيان فاغولي；1989年12月26日—）是阿爾及利亞足球運動員，司職進攻中場，現效力於土耳其足球超级联赛球隊卡拉古拉克。在法國出生的他曾代表法國青年隊上陣，現時是阿爾及利亞國家足球隊成員。

## 外部連結
- 華倫西亞官方檔案 （英文）
- 西甲檔案 （西班牙文）
- BDFutbol檔案 （页面存档备份，存于） （英文）
- 苏菲安·费古利 – 法國職業足球聯賽数据 – 支持法语（已存档）  （法文）
- Sofiane Feghouli player profile （页面存档备份，存于） at lequipe.fr （页面存档备份，存于） （法文）
- Transfermarkt檔案 （页面存档备份，存于） （英文）
- Ciberche檔案 （页面存档备份，存于） （西班牙文）